# ホッペガルテン競馬場
ホッペガルテン競馬場（ホッペガルテンけいばじょう、Hoppegarten Racecourse）は、ドイツ連邦共和国ベルリン州東部・ホッペガルテンに位置する競馬場である。

## 概要
1868年にベルリン競馬協会によって、テンペルホーフに存在していた競馬場の移転先として開場された。
開場当時からドイチェスダービーを除く全てのクラシック競走、またほとんどの主要な競走がホッペガルテン競馬場で開催されていた。また、1945年までは約1000頭まで収容可能なトレーニングセンターとしても運用されていた。
第二次世界大戦の影響を強く受けており、ベルリン州の分断により優秀な競走馬や騎手・調教師が西ドイツに流出した。ソ連占領下でも競馬開催は続けられたが、かつての盛況は見られなかった。
ベルリンの壁崩壊後はトロイハンダンシュタルトが一時的な所有者となったが、すぐさまベルリン競馬協会が所有権を取り返した。しかし2007年に資金不足により破産すると、政府により民営化を目的とした競売に掛けられた。2008年には投資家であるゲルハルト・シェーミングが落札し、ヨーロッパで唯一の民営の競馬場となった。
民営化されて以降はドイツ最大の競馬場を目指し、様々な取り組みが行われた。その活動が功を奏し、2011年にはベルリン大賞の開催地へと復帰し、2013年には自然保護区に指定された。

## コース

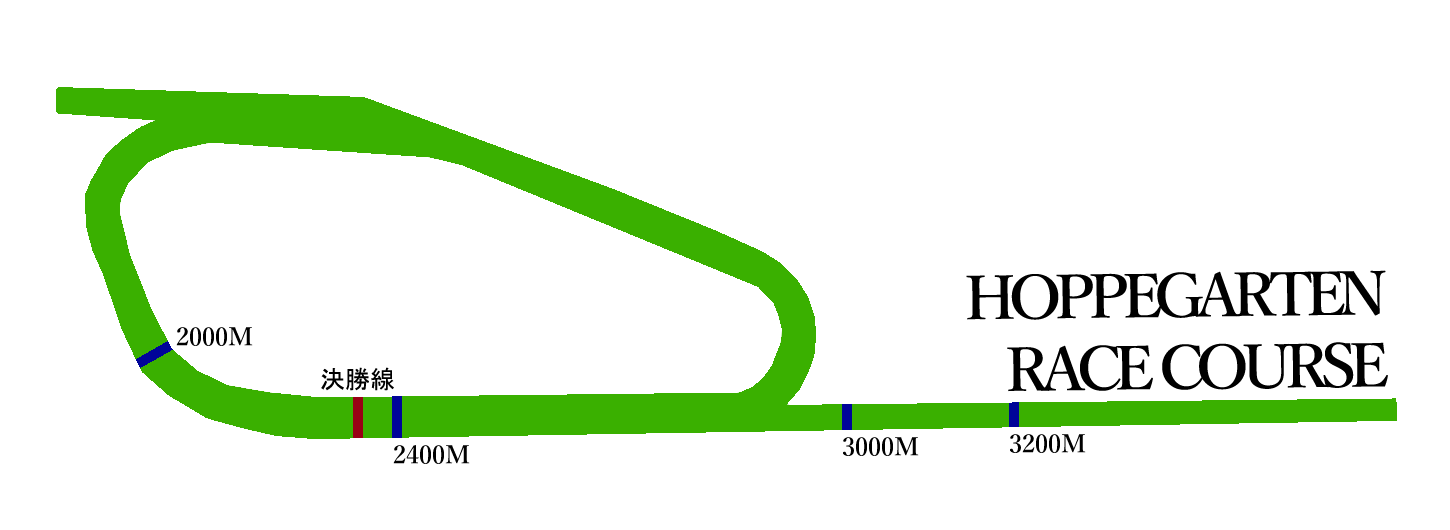
ホッペガルテン競馬場のコース図。コース右下には長い直線コースが設けられている。

全面芝コースであり、周回コースは右回り。1周1.5マイル (2,400 m)、ホームストレッチは2.5ハロン (500 m)あり、やや上り坂になっている。全長7ハロン (1,400 m)の直線コースも設けられており、これはドイツの競馬場で最長である。

## 主な競走
- ベルリン大賞(G1)

- オレアンダーレネン賞(G2)
- シルベルネプフェーアト賞(G3)
- ディアナトライアル(G3)
- デルビートライアル(G3)
- ドイチェンアインハイト賞(G3)
- ファーステンベルクレネン賞(G3)